# Amor de Perversão
Amor de Perversão é um filme brasileiro de 1982 dirigido por Alfredo Sternheim. O filme teve uma cena censurada na época da Ditadura Militar. [carece de fontes?]

## Enredo
Ronaldo (Paulo Guarnieri), de família rica, rompe com um casamento de conveniências para morar com Lívia, de família humilde. Não obstante o apoio oferecido por um tio, o romance entre os dois fracassa. Ronaldo volta ao convívio familiar, mas uma briga com o pai o conduz novamente para Lívia (Alvamar Taddei). Esta, porém, tornara-se amante do tio e Ronaldo, enfurecido, mata os dois e se suicida.
"Ronaldo é introvertido e angustiado, devido às pressões de sua família toda voltada para a manutenção de uma tradição de riqueza. Neste clima formal, Ronaldo se isola a ponto de ter um difícil relacionamento com Tereza, sua noiva oficial, também subjugada pelo comportamento dos pais. Julio (Leonardo Villar) e Sílvia (Norma Blum), os pais de Ronaldo, não compreendem a falta de carinho sentida pelo filho. Ronaldo se apaixona por Lívia, vão até a fazenda da família onde compreendem a reciprocidade da paixão. Lívia, porém, é de origem humilde.
Júlio não vê com bons olhos este romance 'folhetinesco' e Sílvia não toma a defesa do filho. Ronaldo rompe com os pais e vai morar com Lívia. Rico e mimado, porém, Ronaldo, em meio às atitudes bizarras de Lívia e sem forças para aceitar o auxílio de Otávio (Raul Cortez), tio de Lívia, acaba por romper com ela, tentando nova aproximação com seus pais. Júlio provoca uma nova briga com o filho. Apesar dos lamentos de Sílvia, Ronaldo novamente abandona a casa dos pais, vagueia pelas ruas e inveja os casais, os namorados, as crianças e os velhos, que parecem mais felizes. Volta ao apartamento de Lívia que, tendo voltado antes de Ronaldo, fica possuída por forte emoção. Quando Ronaldo chega, Lívia esta tendo relações amorosas com Otávio. Desvairado, Ronaldo golpeia os dois corpos. Na rua ele se lembra de fatos de sua vida recente e, com a mesma faca, se suicida. 

## Elenco
| Elenco Original    | Elenco Original |
| Ator               | Papel           |
| ------------------ | --------------- |
| Paulo Guarnieri    | Ronaldo         |
| Alvamar Taddei     | Lívia           |
| Leonardo Villar    | Júlio           |
| Norma Blum         | Sílvia          |
| Raul Cortez        | Otávio          |
| Carmem Silva       | Idália          |
| John Herbert       | Dr. Queirós     |
| Tássia Camargo     | Tereza          |
| Wilma de Aguiar    | Mãe de Raimundo |
| Antonio Petrin     | Pai de Raimundo |
| Armando Tiraboschi | Raimundo        |
| Tadeu Menezes      | Jorge           |
| Silvana Alves      | Selma           |
| Marta Vaz          | Bette           |